# Pulo Blang (Simpang Tiga)
Pulo Blang is een bestuurslaag in het regentschap Pidie van de provincie Atjeh, Indonesië. Pulo Blang telt 209 inwoners (volkstelling 2010).